# Phillis Wheatley
Phillis Wheatley (Senegal o Gambia, 8 maggio 1753 – Boston, 5 dicembre 1784) è stata una poetessa statunitense di origine africana. È stata la prima scrittrice afrostatunitense a veder pubblicata una propria opera, e i suoi scritti rappresentano la nascita del genere noto come letteratura afroamericana.
Nata in Africa, fu catturata e venduta come schiava all'età di sette anni e acquistata dalla famiglia Wheatley di Boston, che la fece studiare e la incoraggiò e sostenne nelle sue aspirazioni letterarie. La pubblicazione, nel 1773, di Poems on Various Subjects, Religious and Moral le diede la fama e personalità di rilievo come George Washington lodarono il suo lavoro. La Wheatley fece anche un viaggio in Inghilterra e fu celebrata dal poeta afroamericano Jupiter Hammon in un suo componimento. Dopo che ebbe raggiunto il successo come poetessa, i suoi proprietari le concessero la libertà, ma scelse di restare con la famiglia fino alla morte del suo primo padrone e alla conseguente diaspora della famiglia. Sposò quindi un nero libero, che però la lasciò ben presto. Morì in miseria nel 1784, mentre stava lavorando a un secondo libro di poesie, andato poi perduto.

## Biografia

### I primi anni

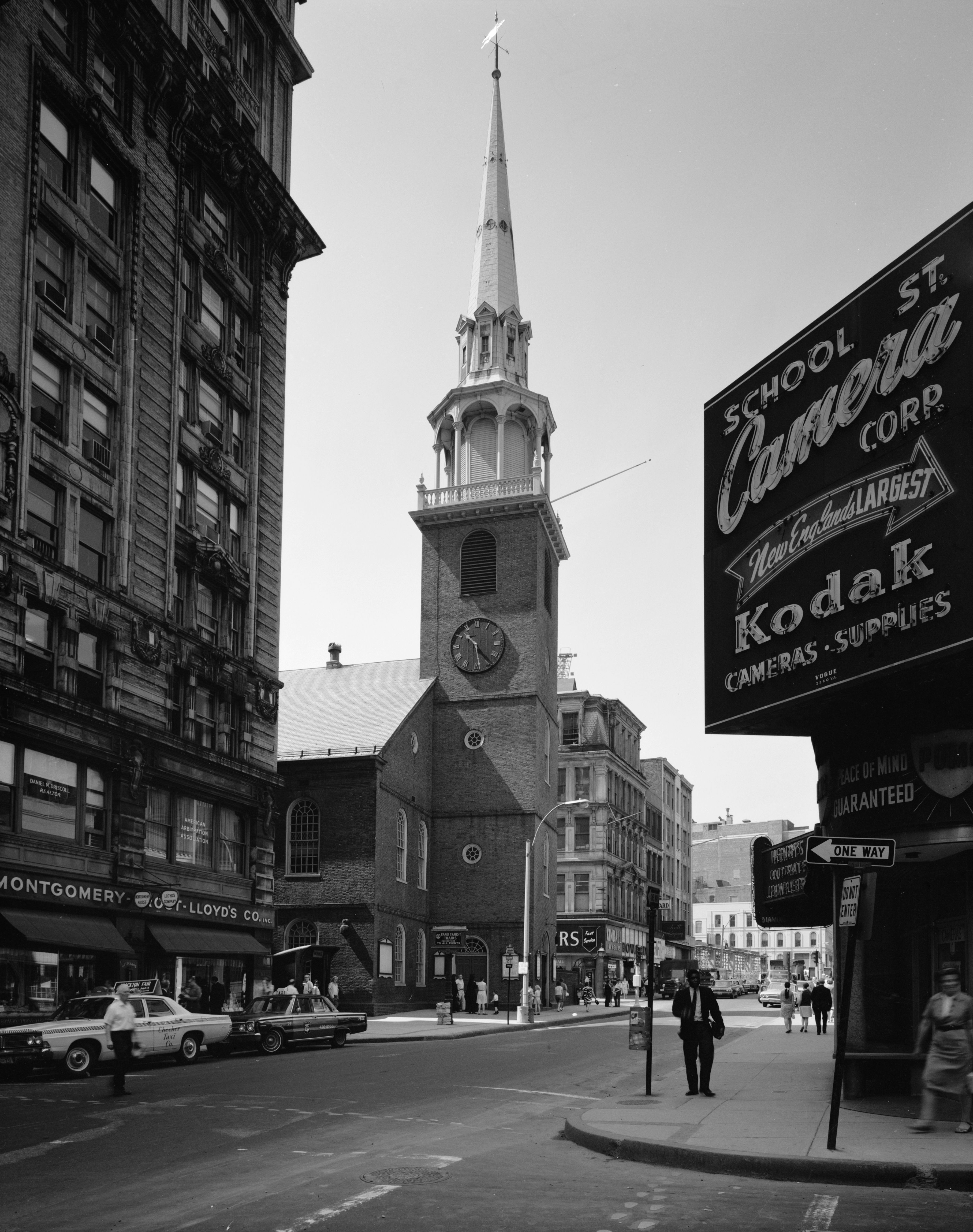
La chiesa di Phillis Wheatley, l'Old South Meeting House a Boston.

Nata verso il 1753 nell'attuale Senegal, la Wheatley fu rapita e portata in America nel 1761 a bordo di una nave negriera chiamata Phyllis, dalla quale prese il nome di battesimo. A Boston fu acquistata da una ricca coppia di commercianti, John e Susanna Wheatley. I Wheatley la educarono e istruirono, incoraggiandola a studiare anche lingue straniere come il latino e la storia. Il suo principale tutore fu il figlio dei Wheatley, Nathaniel, che le insegnò inglese, latino, storia, geografia, religione e la Bibbia. Phillis Wheatley fu battezzata presso la Old South Meeting House.

### La fama e la morte
La popolarità di Phillis come poetessa raggiunta sia negli Stati Uniti che in Inghilterra, le garantì l'emancipazione dalla schiavitù, ottenuta il 18 ottobre 1773. Nel marzo 1776 fu ricevuta dal generale Washington e, durante la guerra d'indipendenza americana fu una grande sostenitrice della causa dell'indipendenza.
Sposò quindi John Peters, un nero libero che faceva il droghiere. Dal matrimonio nacquero tre bambini, due dei quali però morirono prematuramente. Il marito decise di lasciarla e la Wheatley si guadagnò da vivere lavorando come domestica. Dal 1784 finì a vivere in una misera pensione e, nel dicembre di quello stesso anno, lei e l'unico figlio rimastole morirono e furono sepolti in una tomba anonima. Il figlio morì solo poche ore dopo di lei. Al momento della morte aveva quasi finito un secondo libro di poesie, ma nessun editore volle pubblicarlo.

## La poetica
Nel 1768 la Wheatley scrisse To the King's Most Excellent Majesty, in cui lodava Giorgio III per aver abrogato la legge sul pagamento del bollo (Stamp Act). Tuttavia, man mano che il movimento rivoluzionario prendeva forza, la poetessa prese a scrivere di tematiche vicine al punto di vista dei coloni. 

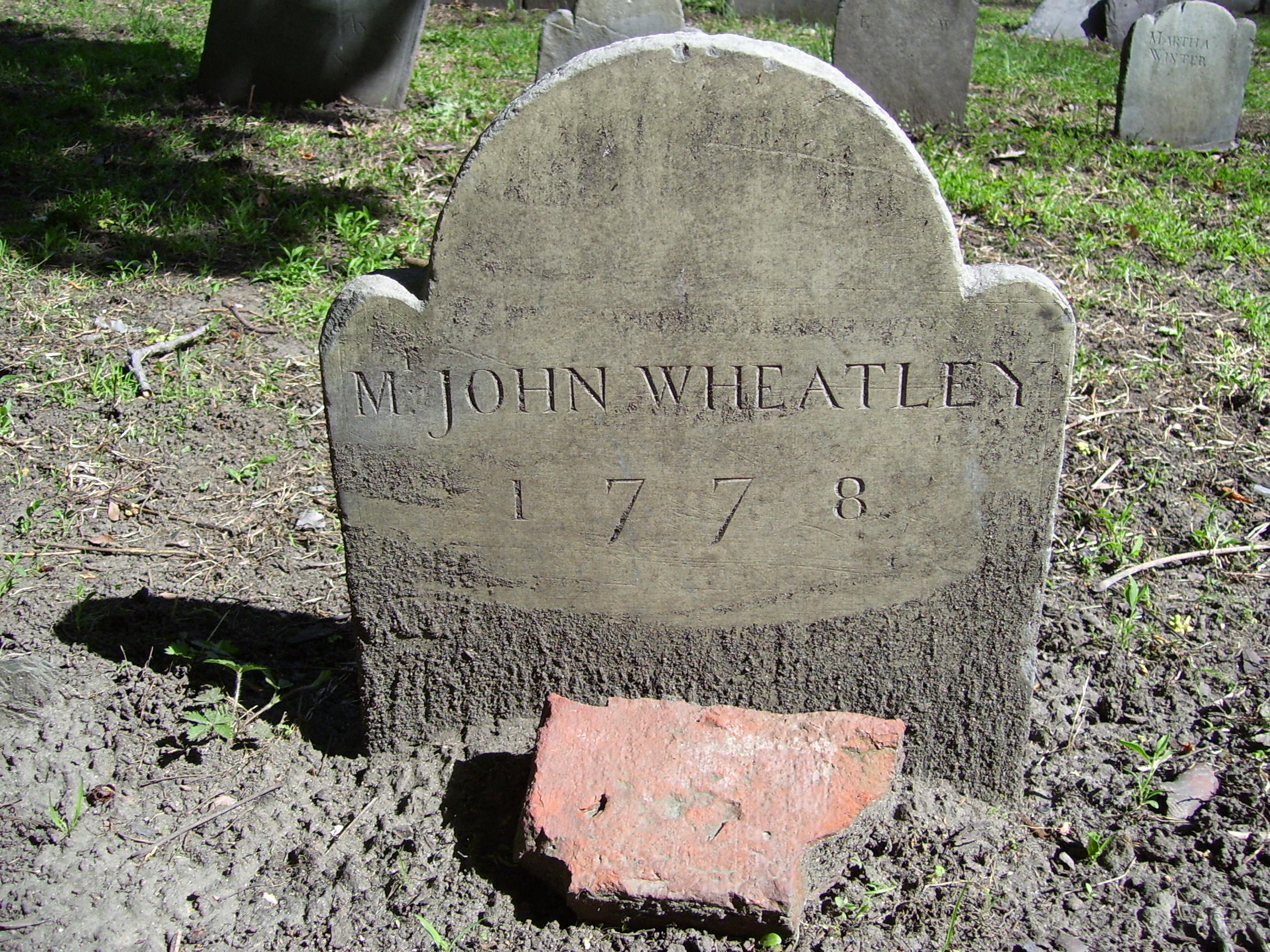
La tomba di John Wheatley presso il Granary Burying Ground. Quella di Phillis Wheatley è anonima e sconosciuta.

Nel 1770 scrisse un omaggio in versi a George Whitefield che ricevette unanime consenso. La poetica della Wheatley è completamente permeata da tematiche cristiane, e dedica molte poesie a celebri personalità dell'epoca. Più di un terzo dei suoi scritti è costituito da elegie, mentre il resto tratta temi religiosi, classici o astratti. Raramente affrontò il tema della sua condizione sociale e della schiavitù; una delle poche eccezioni è On being brought from Africa to America.
Twas mercy brought me from my Pagan land,
Taught my benighted soul to understand
That there's a God, that there's a Saviour too:
Once I redemption neither sought nor knew.
Some view our sable race with scornful eye,
Their colour is a diabolic dye.
Remember, Christians, Negroes, black as Cain,
May be refin'd, and join th' angelic train.´
Si serviva di uno stile formale popolare in quell'epoca, spesso ponendo l'attenzione su passi a sfondo religioso e moraleggianti.
Poiché all'epoca molte persone non riuscivano a credere che una donna nera potesse essere così intelligente da scrivere poesie, nel 1772 la Wheatley dovette difendere le proprie capacità letterarie in tribunale. Venne sottoposta ad un esame da un gruppo di eruditi e personalità di Boston, tra cui John Erving, il Reverendo Charles Chauncey, John Hancock, il governatore dello stato Thomas Hutchinson e il suo vice Andrew Oliver. Tale commissione concluse che aveva effettivamente scritto le poesie che le venivano attribuite e le rilasciò un attestato che fu poi inserito nella prefazione del libro Poems on Various Subjects, Religious and Moral pubblicato a Londra l'anno successivo.
Il libro uscì a Londra perché gli editori di Boston avevano rifiutato di darlo alle stampe, così lei e il figlio del suo padrone, Nathanial Wheatley, andarono in Inghilterra dove Selina Hastings, Contessa di Huntingdon e il Conte di Dartmouth la aiutarono a pubblicare.

## Il riconoscimento e l'eredità
Grazie alla pubblicazione di Poems on Various Subjects diventò "la più famosa africana sulla faccia della terra". Voltaire scrisse ad un amico che la Wheatley aveva provato che anche le persone nere potevano scrivere poesie. John Paul Jones chiese ad un suo sottoposto di consegnare alcuni suoi componimenti a "Phillis, l'africana favorita delle Nove Muse e di Apollo". Ricevette anche gli elogi di molti dei padri fondatori degli Stati Uniti, incluso George Washington.
Alla University of Massachusetts Boston c'è un edificio a cui è stato dato il suo nome.

## Poesie di Phillis Wheatley

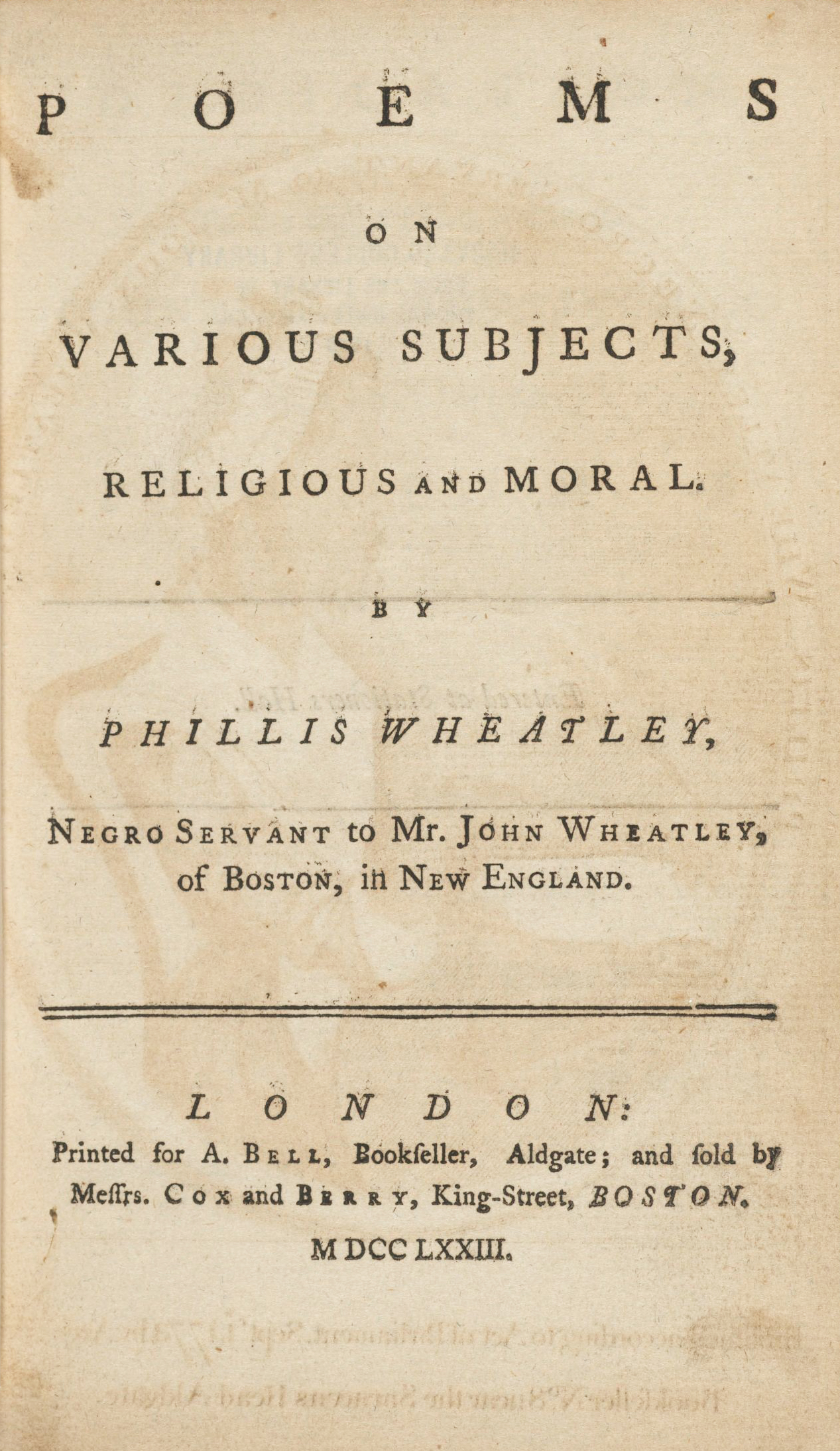
Poems on Various Subjects, Religious and Moral, 1773

- 1767: "An Address to the Atheist" e "An Address to the Deist"
- 1768: "To the King's Most Excellent Majesty"
- 1769: "Atheism"
- 1771: "An Elegiac Poem On the Death of that celebrated Divine, and eminent Servant of Jesus Christ, the Reverend and Learned Mr. George Whitefield"
- 1772: "A Poem of the Death of Charles Eliot..."
- 1773: Poems on Various Subjects, Religious and Moral
- 1773: "To His Honor the Lieutenant Governor on the death of his Lady"
- 1773: "An Elegy, To Miss Mary Moorhead, On the Death of her Father, The Rev. Mr. John Moorhead"
- 1784: "An Elegy, Sacred to the Memory of the Great Divine, the Reverend and the Learned Dr. Samuel Cooper"
- 1784: "Liberty and Peace, A Poem"
- 1802: Poems on Various Subjects, Religious and Moral (nuova edizione)
- 1802: "To the Right and Honorable William, Earl of Dartmouth..."

## Libri
- 1773: Poems on Various Subjects, Religious and Moral
- 1776: To His Excellency George Washington, scritto per Washington
- Memoir and Poems of Phillis Wheatley, a Native African and Slave (Boston: pubblicato da Geo. W. Light, 1834), curato anche da Margaretta Matilda Odell